# 青木翔
青木 翔（あおき しょう、1983年3月28日 - ）は、福岡県糟屋郡志免町出身のゴルフ指導者。

## 経歴・人物
中村学園三陽高等学校から福岡大学経済学部卒業。
中学校1年の時に父の誘いを受けてゴルフを始める。福岡大学時代はゴルフ部主将、第23回九州学生ゴルフ選手権競技（2004年）に出場して22オーバーの36位。
大学卒業後は乗り出し、2012年にパインレークゴルフクラブ（兵庫県西脇市）を本拠地に『AOKI SHO GOLF ACADEMY』を開く。自身が指導した選手には2016年日本アマチュアゴルフ選手権競技覇者の亀代順哉（男子プロ）、大出瑞月（女子プロ）などがいる。
2017年秋に当時アマチュアでプロテストに不合格だった岡山県作陽高等学校出身の渋野日向子の指導を引き受ける。指導当初は「ボロボロで才能だけでゴルフやってるような感じで、全く球が当たらない」状態であったが、青木は根気強く基礎を叩き込む指導を続ける。2019年シーズンになると渋野は急成長し、日本女子プロゴルフ協会（JLPGAツアー）4勝、海外1勝の合計5勝を挙げる。特に全米女子プロゴルフ協会（LPGAツアー）公式戦の全英女子オープンで渋野が日本人選手42年ぶりとなるメジャー大会優勝を飾った際には青木がキャディを務め、歴史的優勝の影の立役者となった。
2020年から、青木と故郷がほど近い三ヶ島かな（糟屋郡須恵町出身）が弟子入りした。2022年秋にはショットの不振に陥っていた新垣比菜が入門。

## 青木門下の選手
- 亀代順哉
- 大出瑞月
- 渋野日向子
- 三ヶ島かな
- 野澤真央
- 新垣比菜